# NGC 6503
NGC 6503 (другие обозначения — UGC 11012, MCG 12-17-9, ZWG 340.19, KARA 837, IRAS17499+7009, PGC 60921) — изолированная карликовая спиральная галактика (Sc) в созвездии Дракон. Находится на краю Местного Войда — почти пустой области пространства (см. Войд), примыкающей к Местной группе галактик. Диаметр галактики около 30 тыс. световых лет, она находится на расстоянии около 17 млн. св. лет от нас.
Этот объект входит в число перечисленных в оригинальной редакции «Нового общего каталога».
Галактика, в отличие от нашей, не содержит перемычки в центре. На изображениях с высоким угловым разрешением, скомбинированных из фотографий в нескольких диапазонах длин волн, видны красные облака газа и синие области спиральных рукавов, где расположены молодые горячие звёзды.
Кривая вращения галактики подробно исследована в докторской диссертации К. Бегемана.